# Gone with the Blastwave
Gone with the Blastwave (na nieoficjalnej stronie z tłumaczeniem nazwany "Przeminęło z bombami", ale "blastwave" to "podmuch", "fala uderzeniowa") to komiks internetowy autorstwa Kimmo Lemettiego rozpoczęty 2 lutego 2005 roku. Została wydana również książka (Gone with the Blastwave Vol. 1) z 32 pierwszymi odcinkami komiksu.

## Opis fabuły
Dwóch żołnierzy frakcji nazywanej "Czerwonymi" wędruje po mieście zniszczonym wojną atomową. Otaczające ich wydarzenia komentują z właściwym sobie czarnym humorem, nawet te niezbyt wesołe, jak śmierć zmęczonego żołnierza frakcji "Niebieskich" albo zabicie kogoś kawałkiem gruzu. Z początku są samotni (nie licząc wrogów - "Niebieskich" i "Żółtych"). Dopiero w odcinku nr 18 spotykają żołnierzy swojej armii i przyłączają do nich. Jak wynika z ich wypowiedzi, włóczyli się po mieście od miesiąca.

## Postacie
- Żołnierze  - dwaj kumple włóczący się po mieście w poszukiwaniu wyjścia z niego. Główni bohaterowie komiksu. Można ich rozróżnić po uzbrojeniu - rozsądniejszy ma karabin snajperski i symbol celownika na hełmie, drugi ma symbol płomienia i miotacz ognia (do odcinka 45 bez amunicji)
- "Czerwoni" - jedna z trzech poznanych armii biorących udział w wojnie. Noszą biało-czerwone kaski z symbolami oznaczającymi specjalizację, ich wizjery są okrągłe i podwójne (jak oczy), filtry masek - podwójne.
- "Niebiescy" - przez innych nazywani "Niebieściuchy" ("Blues") - kolejna frakcja w mieście. Noszą kaski z niebieskim paskiem, mają owalne wizjery i pojedyncze filtry. Używają samolotów.
- "Żółci" - lub "Żółtki" ("Yellows") to ostatnia znana armia wojny atomowej. Mają kaski z żółtym paskiem i maski z podwójnym filtrem i prostokątnym wizjerem. Mówią w innym języku niż "Czerwoni" i "Niebiescy". Używają czołgów.
- "Zieloni" - nie występują w komiksie ale na oficjalnej stronie znajdują się obrazki przedstawiające Zielonych. Dowiadujemy się dzięki nim dlaczego przegrali wojnę oraz jak bardzo są głupi.
- Cywile - czasem Żołnierze spotykają cywilów, wędrownych handlarzy, artystów, obserwatorów walk pomiędzy wojskami. Każdy spotkany cywil, który się przedstawił, miał na imię Stefan (Steve).

## Tłumaczenie
Komiks tłumaczony jest z angielskiego na 10 języków:
- Rosyjski
- Czeski
- Węgierski
- Słowacki
- Ukraiński
- Polski
- Niemiecki
- Włoski
- Francuski
- Bułgarski